# Pantacordis
Pantacordis is een geslacht van vlinders van de familie dominomotten (Autostichidae), uit de onderfamilie Symmocinae.

## Soorten
- P. klimeschi (Gozmany, 1957)
- P. pales Gozmany, 1954
- P. pallida (Staudinger, 1876)
- P. pantsa (Gozmany, 1963)
- P. scotinella (Rebel, 1916)